# رابرت برنت
رابرت برِنت (به انگلیسی: Robert Brent)(زادهٔ حدود ۱۷۶۳- مرگ سپتامبر ۱۸۱۹) نخستین شهردار شهر واشینگتن -پایتخت ایالات متحده آمریکا - بود.
او در خانوادهٔ کاتولیک برجسته‌ای در ویرجینیا زاده‌شد. مادرش ان کارول خواهر اسقف جان کارول، نخستین اسقف برگماشتهٔ آمریکا بود. پدرش یک پیمان‌کار و معدن‌دار بود.
او در ۱۷۸۹با دختر مالک یا کشتزار در شهرستان پرنس جورج در مریلند پیمان زناشویی بست و به زندگی در ملک پدرزنش پرداخت. چند سال پس از آن زمینه‌های پدر زن برنت- یانگ- در میان پایتخت تازهٔ فدرال آمریکا جای گرفت و بدین‌سان برنت یکی از نخستین باشندگان واشینگتن تازه‌ساز گشت. او به زودی کشاورزی را کنار نهاد و به فروش مصالح ساختمانی برای ساخت کاخ سفید و عمارت کنگرهٔ آمریکا و دیگر سازه‌های دولتی پرداخت و به پشتوانهٔ این پیشه یکی از برجسته‌ترین بازرگانان پایتخت گردید. در ۱۸۰۲ کنگره آمریکا رهنمودی را برای گزینش شهردار واشینگتن از سوی رئیس جمهور بیرون داد و پس از آن در ۳ ژوئن همان سال توماس جفرسون رئیس جمهور نامه‌ای به برنت نوشت و او را شهردار واشینگتن خواند.
درآینده برنت هفت بار از سوی جفرسون و سه بار دیگر نیز از سوی جیمز مدیسون به شهرداری واشینگتن برگزیده‌شد. سرانجام او در ژوئن ۱۸۱۲ از این جایگاه کناره‌گیری کرد. او در دورهٔ زمامداریش به برپایی بازارها، آموزشگاه‌های عمومی، ادارهٔ پلیس و آتش‌نشانی و سامانهٔ مالیاتی پرداخت. او در درازای ده سال شهرداریش حقوقی را برای خدماتش نگرفت.
او به جز شهرداری در جایگاه مأمور پرداخت هزینهٔ ارتش، قاضی دادگاه کودکان بی‌سرپرست، رئیس هیئت امنای مدارس عمومی خدمت کرد. او همچنین نخستین رئیس پاتروتیک بانک و شرکت ساخت کلمبیا بود.
او در واشینگتن مرد و پس از مرگ مدرسه‌ای به افتخارش نام‌گذاری‌شد.